# Aage Walther
Aage Walther (født 21. april 1897 i Kølstrup, død 5. december 1961 smst.) var en dansk gymnast, som deltog i OL 1920.

## Gymnastikkarriere
Sammen med 23 andre danske deltagere deltog han i gymnastikdisciplinen svensk system for hold ved OL 1920 i Antwerpen. Holdet var sikret medalje på forhånd, da kun tre nationer stillede op. Sverige vandt guld med 1.363.833 point, Danmark fik 1.324.833, mens hjemmeholdet fra Belgien vandt bronze med 1.094.000 point.

## Øvrige liv
Aage Walther var landmandssøn fra Kølstrup, og han overtog fædrenegården. Han blev gift med Kirsten Runge (1905-2003), og parret fik to børn.